# Ettingshall
Ettingshall – dzielnica miasta Wolverhampton, w Anglii, w West Midlands, w dystrykcie metropolitalnym Wolverhampton. W 2011 roku dzielnica liczyła 13 482 mieszkańców. Ettingshall jest wspomniana w Domesday Book (1086) jako Etinghale.